# Lentillac-du-Causse
Lentillac-du-Causse là một xã thuộc tỉnh Lot trong vùng Occitanie phía tây nam nước Pháp.